# Anna Herdenstam
Anna Maria Ingeborg Herdenstam född Magnusson 21 oktober 1965 i Malmö, är en svensk fotomodell, journalist och programledare. Hon arbetar på Expressen som programledare för Expressen TV dit hon kom 2015. Anna Herdenstam har en lång erfarenhet av kulturbevakning inom Sveriges gränser och har även varit projektledare för ett flertal kokböcker. Hon ledde Expressen TV:s bevakning av presidentvalet i USA 2016. Herdenstam har även direktrapporterat från terrordåden i Paris 2015, Bryssel 2016 och Stockholm 2017. Hon har dessutom lett Expressens program under Almedalsveckan i Visby med intervjuer och debatter.
Hon arbetade som fotomodell för Ford Models i New York under perioden 1984–1988 och utbildade sig därefter till journalist på Journalisthögskolan i Stockholm. 1991 började hon arbeta på TV4 Nyheterna. Tillsammans med Olle Bergman skrev hon år 2000 boken Den lilla sorgen: en bok om missfall.
Herdenstam arbetade 2014-2015 som TV4 Nyheternas korrespondent i USA. Hon var en av fyra utrikeskorrespondenter som skildrades i TV4:s dokumentärserie Korrarna säsong 2 med premiär augusti 2015.

## Privatliv
Anna Herdenstam är dotter till journalisten Tore Magnusson som arbetade på Kvällsposten i över 40 år med start 1958. Hon gifte sig för första gången 1988 med Måns Herngren. 2007 gifte hon om sig och tog då makens namn Herdenstam. Tidigare hette hon Normelli. Sedan 2017 är hon gift med Mika Packalén.